# Euhuascaraya nemo
Euhuascaraya nemo är en tvåvingeart som beskrevs av Charles Howard Curran 1947. Euhuascaraya nemo ingår i släktet Euhuascaraya och familjen parasitflugor. Inga underarter finns listade i Catalogue of Life.